# Mysłów (Bolków)
Mysłów (deutsch Seitendorf) ist ein Ort in der Stadt- und Landgemeinde Bolków (Bolkenhain) im Powiat Jaworski (Kreis Jauer) der Woiwodschaft Niederschlesien in Polen.

## Lage
Mysłów liegt ca. zehn Kilometer westlich von Bolków (Bolkenhain). Nachbarorte sind Wojcieszów (Kauffung) im Westen, Kaczorów (Ketschdorf) im Süden und Lipa (Leipe) im Norden.  

## Geschichte

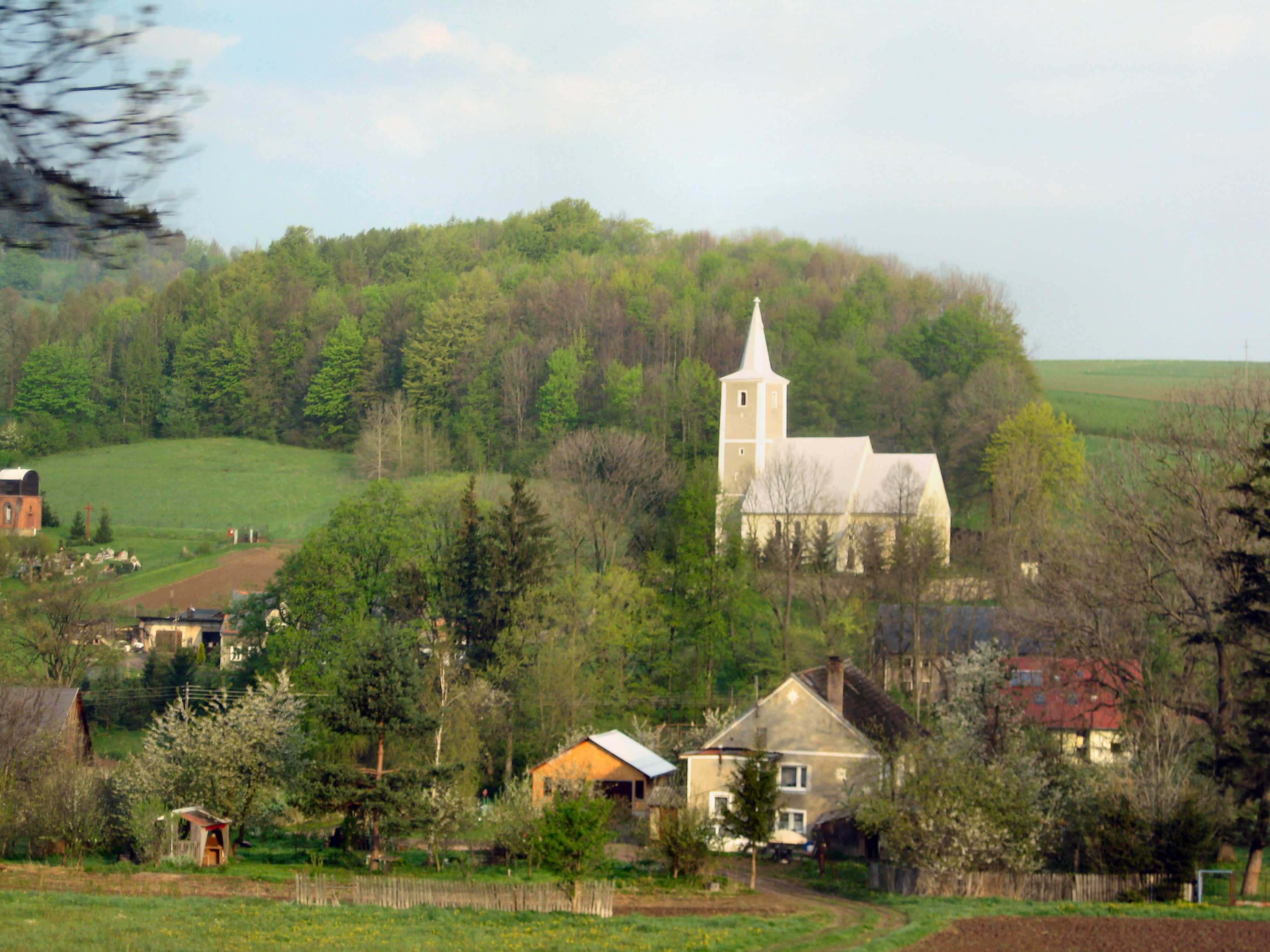
Mysłów

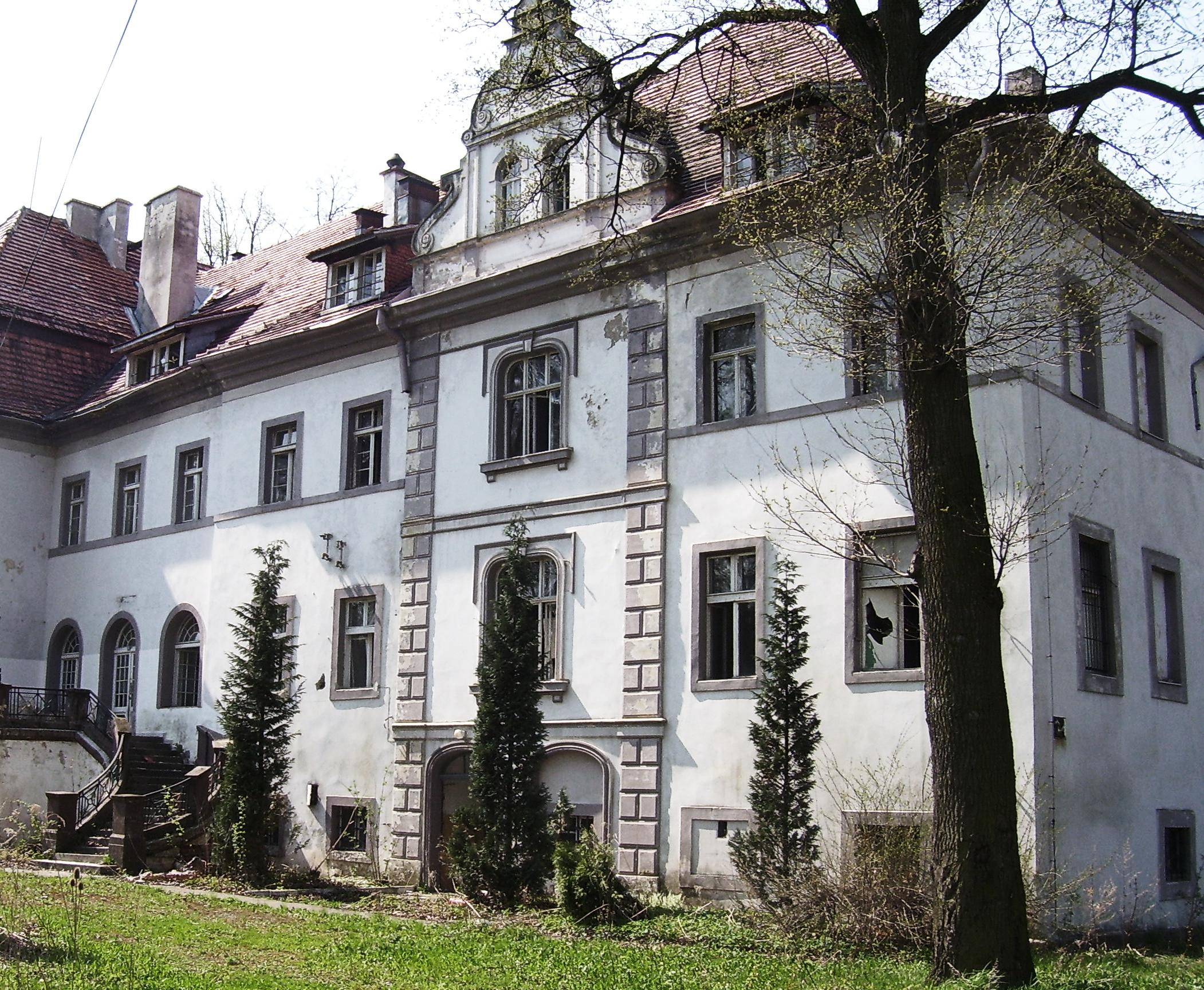
Herrenhaus

Erstmals urkundlich erwähnt wurde Seitendorf im Jahre 1311 in einer Urkunde des Schweidtzer Herzogs Bernhard II., als das beim Kloster Leubus verbleibende Patronatsrecht der Kirche von Seitendorf bestätigt wurde. Territorial gehörte Seitendorf zum Herzogtum Schweidnitz-Jauer. Nach dem Tod des Herzogs Bolko II. von Schweidnitz 1368 fielen die Herrschaftsgebiete erbrechtlich an die Krone Böhmen, wobei Bolkos II. Witwe Agnes von Habsburg bis zu ihrem Tod 1392 ein Nießbrauch zustand. Der Ort war vormals in Mittel-, Nieder- und Ober-Seitendorf unterteilt.
Nach dem Ersten Schlesischen Krieg fiel Seitendorf 1742 mit dem größten Teil Schlesiens an Preußen. 1818 wurde es dem Kreis Schönau eingegliedert, mit dem es bis zu seiner Auflösung 1932 verbunden blieb. 1835 kaufte ein Referendar Tietze das Gut.  
1845 bestand das Dorf aus 164 Häusern, einem herrschaftlichen Schloss, zwei Vorwerken, 856 Einwohnern (219 katholisch und der Rest evangelisch), einer 1742 gegründeten evangelischen Pfarrkirche ohne Widum, einer evangelischen Schule mit einem Lehrer, eingepfarrt und eingeschult in Seitendorf und Altenberg, einer katholischen Majoratskirche unter preußisch-königlichem und fürstbischöflichem Patronat (Filialkirche der Pfarrei von Rudelsstadt), einer katholischen Schule mit einem Lehrer, eingepfarrt und eingeschult in Seitendorf, drei Wassermühlen mit sechs Einwohnern, fünf Wirtshäusern, 20 Leinwebstühlen, 18 Handwerkern, einem Händler, einem Kalkofen und einem Kalksteinbruch, in dem 1840 zehn Arbeiter beschäftigt waren. Außerhalb lag die Kolonie Überschaar.
Im Rahmen einer preußischen Kreisreform wurde der Landkreis Schönau 1932 aufgelöst und Seitendorf dem Landkreis Jauer zugeschlagen. Als Folge des Zweiten Weltkriegs fiel Seitendorf 1945 mit fast ganz Schlesien an Polen und wurde in Mysłów umbenannt. Die deutsche Bevölkerung wurde, soweit sie nicht schon vorher geflohen war, 1945/46 vertrieben. Die neu angesiedelten Bewohner stammten teilweise aus Ostpolen, das an die Sowjetunion gefallen war. Von 1975 bis 1998 gehörte Mysłów zur Woiwodschaft Legnica.

## Sehenswürdigkeiten
- Römisch-katholische Filialkirche St. Johannes Baptist aus dem 14. bis 17. Jahrhundert.[3]
- Schloss Seitendorf aus dem 18. bis 20. Jahrhundert mit Landschaftspark.[4]
- Ehemaliger evangelischer Friedhof
- Überreste von Kalköfen